# Wind Music Awards 2011 (compilation)
Wind Music Awards 2011 è la prima compilation legata all'omonima manifestazione svoltasi presso l'Arena di Verona e che ha visto la premiazione degli artisti in base alle certificazioni FIMI.
La compilation è costituita da tre CD, di cui i primi due dedicati agli artisti italiani mentre il terzo agli artisti stranieri. È stata pubblicata il 31 maggio 2011 per la Sony Music.

## Tracce
CD 1
1. Luciano Ligabue – Il meglio deve ancora venire – 4:22
2. Litfiba – Barcollo – 4:00
3. Biagio Antonacci – Ubbidirò – 4:11
4. Gianna Nannini – Ti voglio tanto bene – 3:22
5. Zucchero Fornaciari – Un soffio caldo – 5:02
6. Alessandra Amoroso – Niente – 3:25
7. Annalisa – Diamante lei e luce lui – 3:29
8. Modà con Emma – Arriverà – 3:33
9. Nek – E da qui – 4:05
10. Max Pezzali – Credi – 4:47
11. Negramaro – Sing-hiozzo – 4:09
12. Subsonica – Istrice – 4:14
13. Fabri Fibra – Tranne te – 4:00
14. Due di Picche – Fare a meno di te – 4:16
15. Raphael Gualazzi – Reality and Fantasy – 3:54
16. Paolo Conte – L'orchestrina – 3:20
17. Stefano Bollani e Riccardo Chailly – Rialto ripples – 3:09

CD 2
1. Mina – You Get Me – 4:53
2. Eros Ramazzotti – Appunti e note – 3:54
3. Pooh – Dove comincia il sole – 4:27
4. Francesco Renga – Regina triste – 3:46
5. Elisa – Sometime Ago – 4:24
6. Cesare Cremonini – Mondo – 4:46
7. Emma – Io son per te l'amore – 3:45
8. Gigi D'Alessio – Non riattaccare – 4:31
9. Carmen Consoli – AAA Cercasi – 3:39
10. Lucio Dalla e Francesco De Gregori – Tutta la vita (live) - 5:59
11. Marco Mengoni – Questa notte – 4:41
12. Malika Ayane – Ricomincio da qui – 3:21
13. Noemi – Vuoto a perdere – 4:03
14. Claudio Baglioni – Per il mondo – 4:40
15. Il Volo – E più ti penso – 4:47
16. Giovanni Allevi – Secret Love – 4:34

CD 3
1. Hooverphonic – Anger Never Dies – 3:30
2. Mads Langer – Microscope – 3:00
3. Rumer – Aretha – 3:16
4. Bruno Mars – Grenade – 3:42
5. Pink – Fuckin' Perfect – 3:32
6. Jessie J – Price Tag – 3:09
7. Cee Lo Green – It's ok – 3:45
8. Eva & the Heartmaker – Signals – 3:37
9. Fallulah – Out of It – 3:38
10. Rihanna feat. Drake – What's My Name? – 4:23
11. Chris Brown – Yeah 3X – 4:00
12. Ke$ha – Blow – 3:39
13. The Black Eyed Peas – The Time (Dirty Bit) – 4:12
14. Wiz Khalifa – Black and Yellow – 3:37
15. Avril Lavigne – What the Hell – 3:39
16. Hurts – Sunday – 3:51
17. Britney Spears – Till the World Ends – 3:58
18. Alexandra Stan – Mr. Saxobeat – 3:15
19. Michael Jackson – Hollywood Tonight – 4:30
20. Caro Emerald – A Night like This – 3:45
21. Milk & Sugar feat. Vaya con dios – Hey (nah neh nah) – 3:19

## Classifiche
La compilation debutta alla seconda posizione della classifica FIMI, per poi raggiungere la settimana successiva la prima posizione in classifica, posizione mantenuta anche la settimana dopo.
| Classifica (2011) | Posizione massima |
| ----------------- | ----------------- |
| Italia            | 1                 |